# Tatú (giocatore di calcio a 5)
Rodrigo Lima Nicolau, meglio noto come Tatú (San Paolo, 27 marzo 1977), è un ex giocatore di calcio a 5 brasiliano.

## Carriera
Calcettista brevilineo e massiccio, era giocatore tecnicamente completo, tanto da venir schierato in tutti i ruoli nel corso della sua lunga carriera. Già protagonista in patria con la maglia dell'Ulbra, nel 2003 venne premiato come miglior giocatore del campionato brasiliano, ha legato in seguito la sua carriera alla Dinamo Mosca, nella quale ha giocato per quasi un decennio, vincendo almeno una volta tutti i trofei per club. A cavallo del terzo millennio ha fatto parte della nazionale brasiliana, con cui ha disputato la Copa América 2003.

## Palmarès

### Competizioni nazionali
- Campionato brasiliano: 3
Ulbra: 2002, 2003
Sorocaba: 2014
- Campionato russo: 6
Dinamo Mosca: 2005-06, 2006-07, 2007-08, 2010-11, 2011-12, 2012-13
- Coppa della Russia: 6
Dinamo Mosca: 2007-08, 2008-09, 2009-10, 2010-11, 2012-13, 2013-14

### Competizioni internazionali
- Coppa UEFA: 1
Dinamo Mosca: 2006-07
- Coppa Intercontinentale: 1
Dinamo Mosca: 2013